# Chantilly-porslin

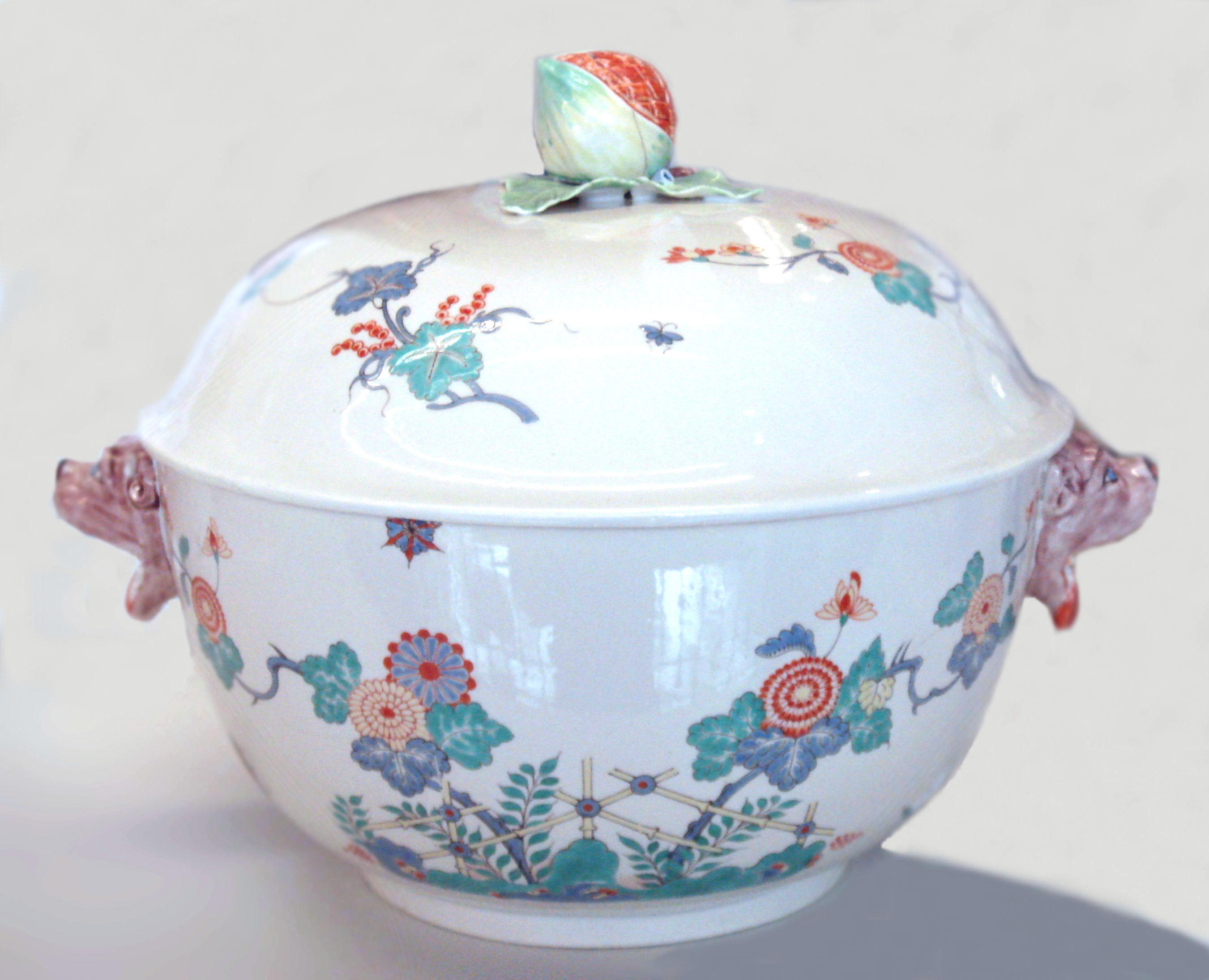
Terrin i japaninfluerad Kakiemon-stil, 1725-1751.

Chantilly-porslin är franskt mjukt porslin producerat 1730–1800 av tillverkaren Chantilly i Oise, Frankrike.

## Grundade
1730 inhandlade prins Louis Henri I av Bourbon ekonomibyggnader på stranden av floden Nonette nära Chantillys slottspark där fabriken grundades. Tanken var att kunna konkurrera med porslin från Saint-Cloud, en pionjärverksamhet inom mjukt porslin i Frankrike men även importerat porslin från Meissen, Kina och Japan. Men till skillnad från Meissenporslinet så innehöll inte porslinsleran som användes i Chantilly kaolin.

## Första perioden: Kinesisk och japansk design (1725-1751)
Louis Henri I var en stor samlare av östasiatiskt porslin, både kinesiskt och japanskt vilket avspeglas i Chantillys initiala produktion med sina tydliga influenser från porslin exporterat från Arita, speciellt den så kallades  "Kakiemon"-stilen med sin mjuka färgpalett av i järnrött och blågrönt mot vit botten.
Utöver exklusivt bruksporslin i rokokostil producerades även dekorativa vaser och figuriner.
Ett patent utfärdat 1735 av Louis XV erkänner specifikt fabrikens produktion av façon de Japon, dvs imitationer av japansk porslin" och nämner de tio år av experiment som porslinsmålaren Ciquaire Cirou (ca 1700-1751) ägnat fabriken.
Först användes en tennglasyr, likt den man använder på faience, vilket gav porslinet en vit bas som dekoren i emaljfärg applicerades på. Senare användes istället en något gulaktig blyglasyr.
När prinsen dog 1740 blev fabriken tvungen att klara sig själv och ambitionen sjönk. Ciquaire Cirou behöll chefspositionen över fabriken fram till sin död 1751. Under hans ledning producerades Chantillys mest karaktäristiska porslin som blev så pass eftertraktat av samlare under 1800-talet att många förfalskningar kom ut på marknaden.

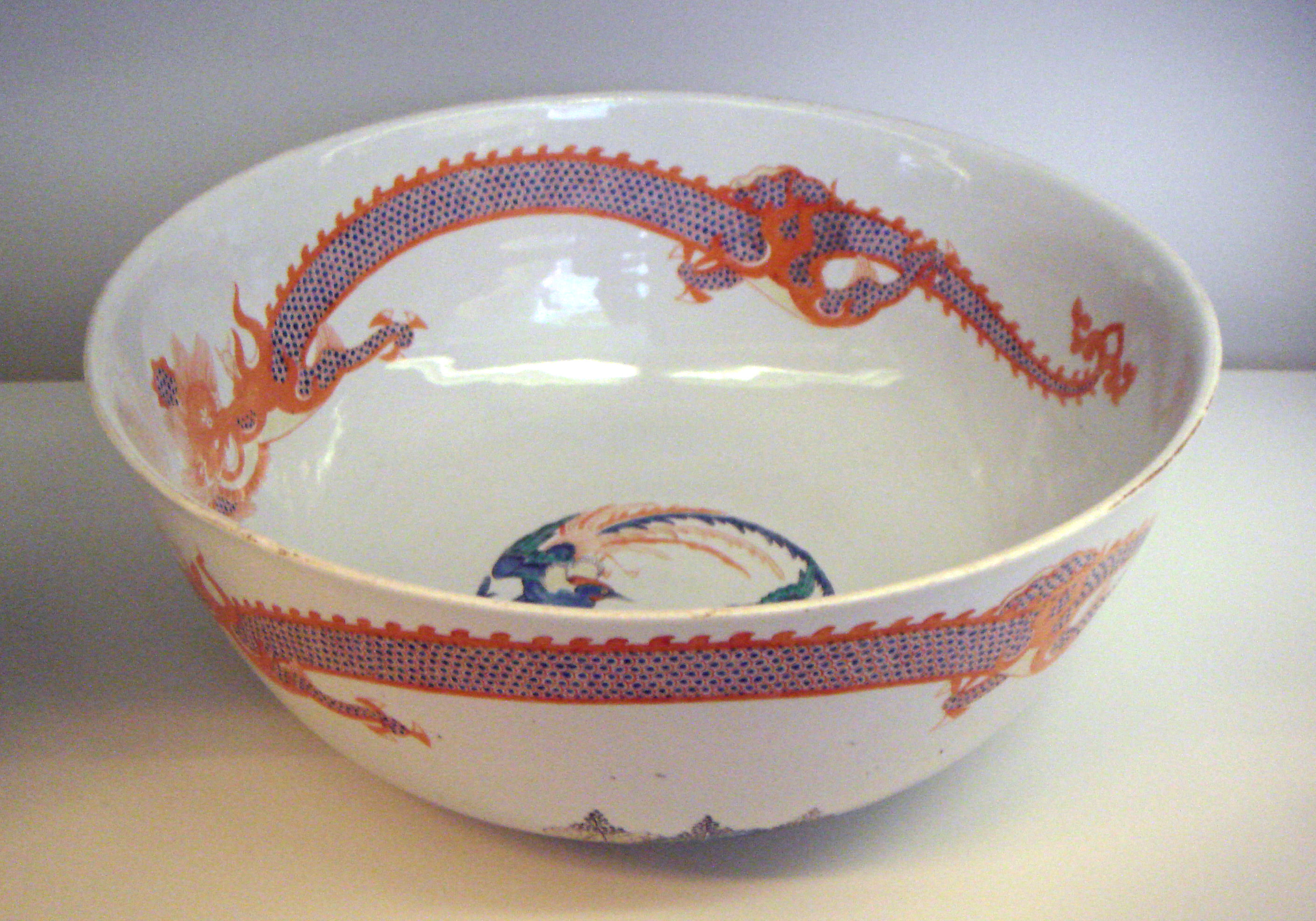
Porslinsskål med kinesisk drake, 1725-1751.
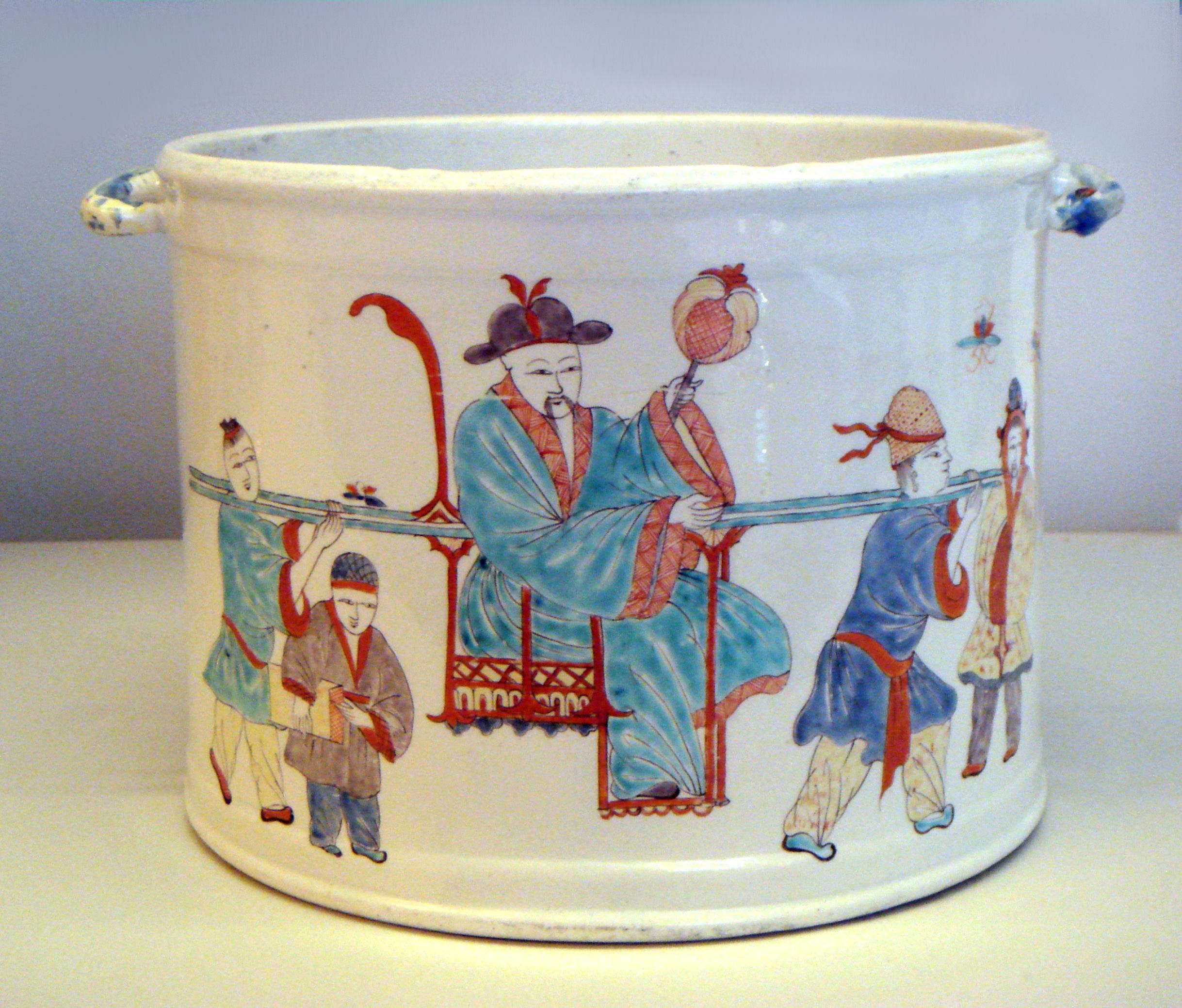
Porslinshink eller vinkylare, 1725-1751.
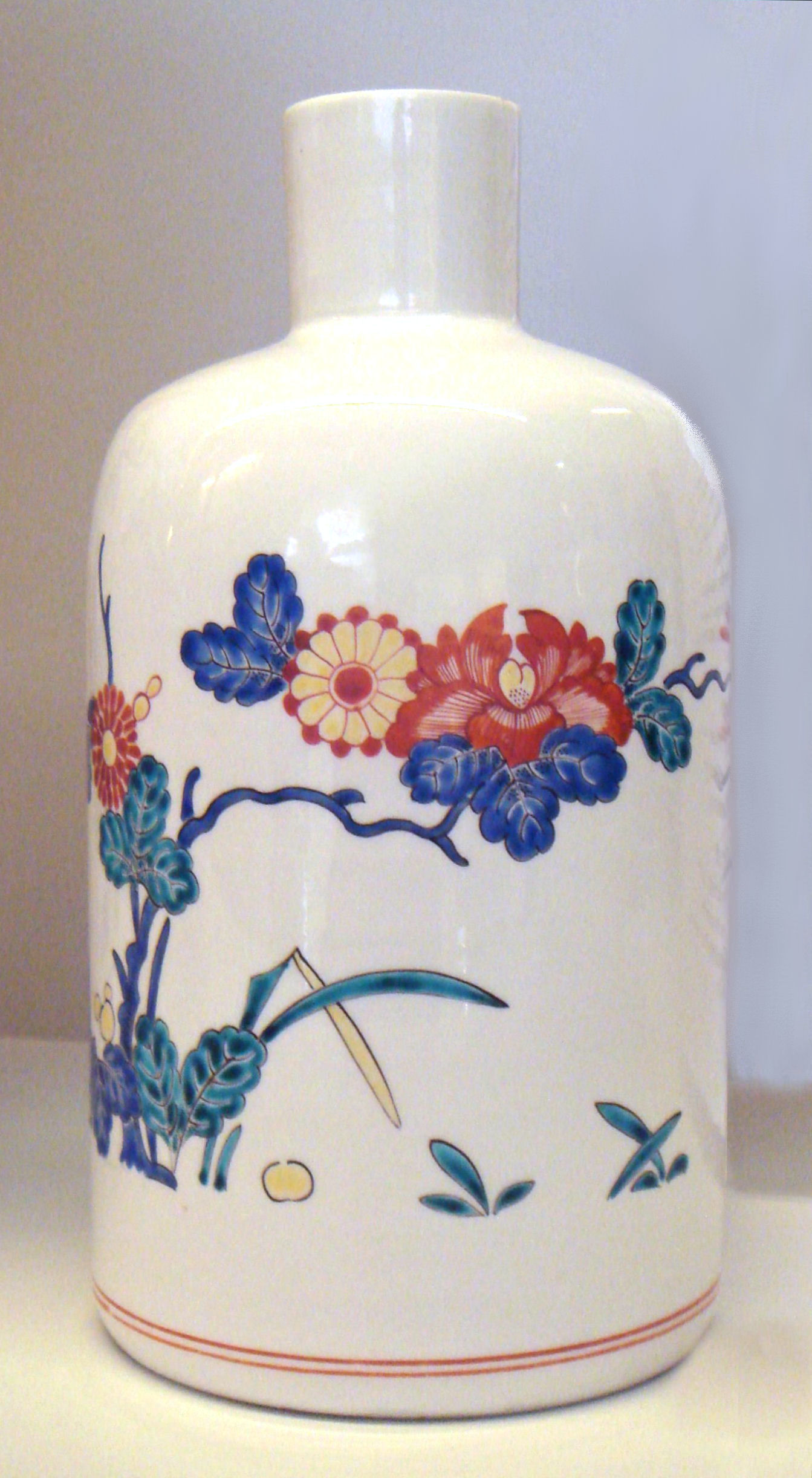
Poslinsflaska i Kakiemon-stil, 1730-1735.
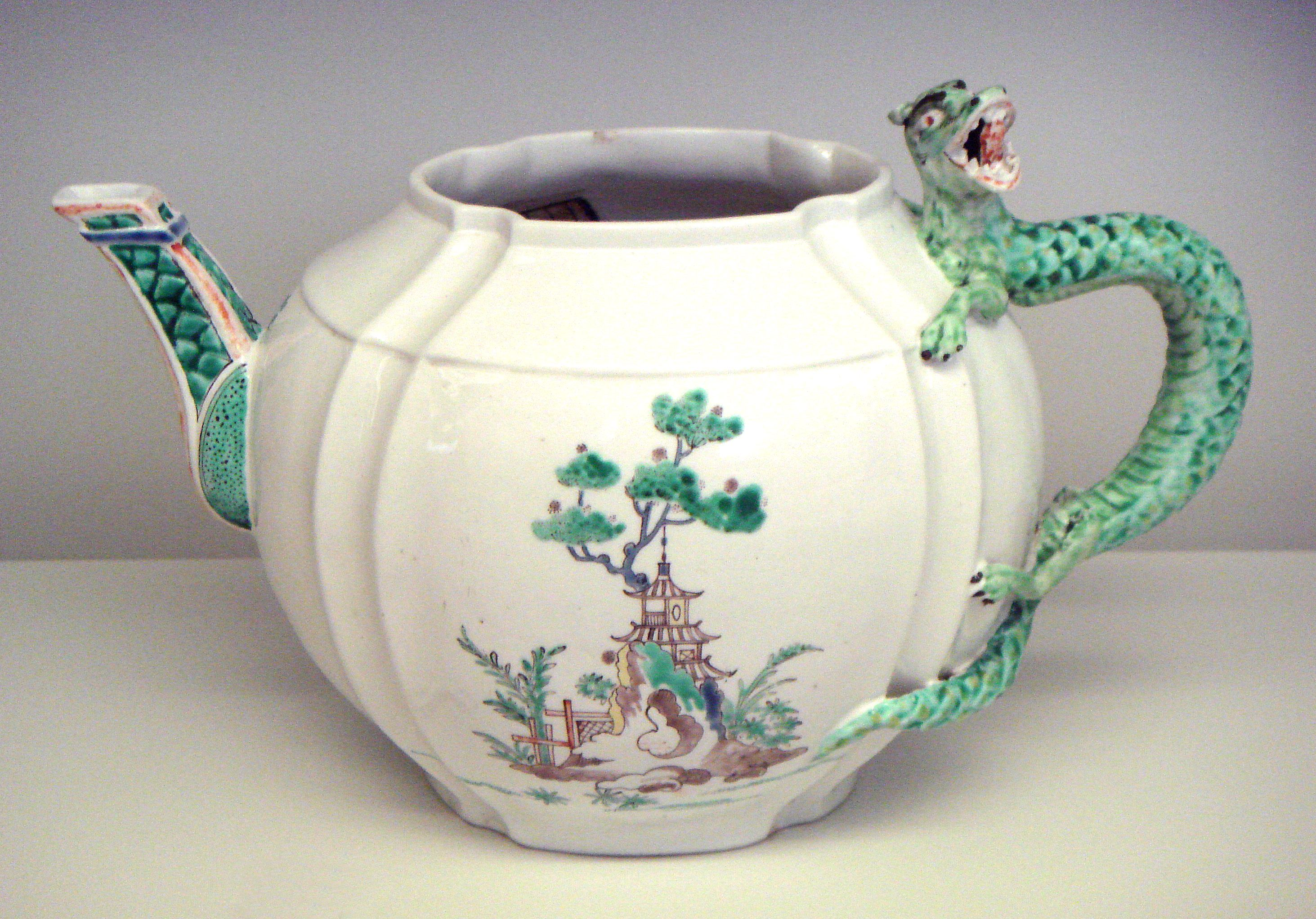
Tekanna med kinesisk drake, 1735-1740.
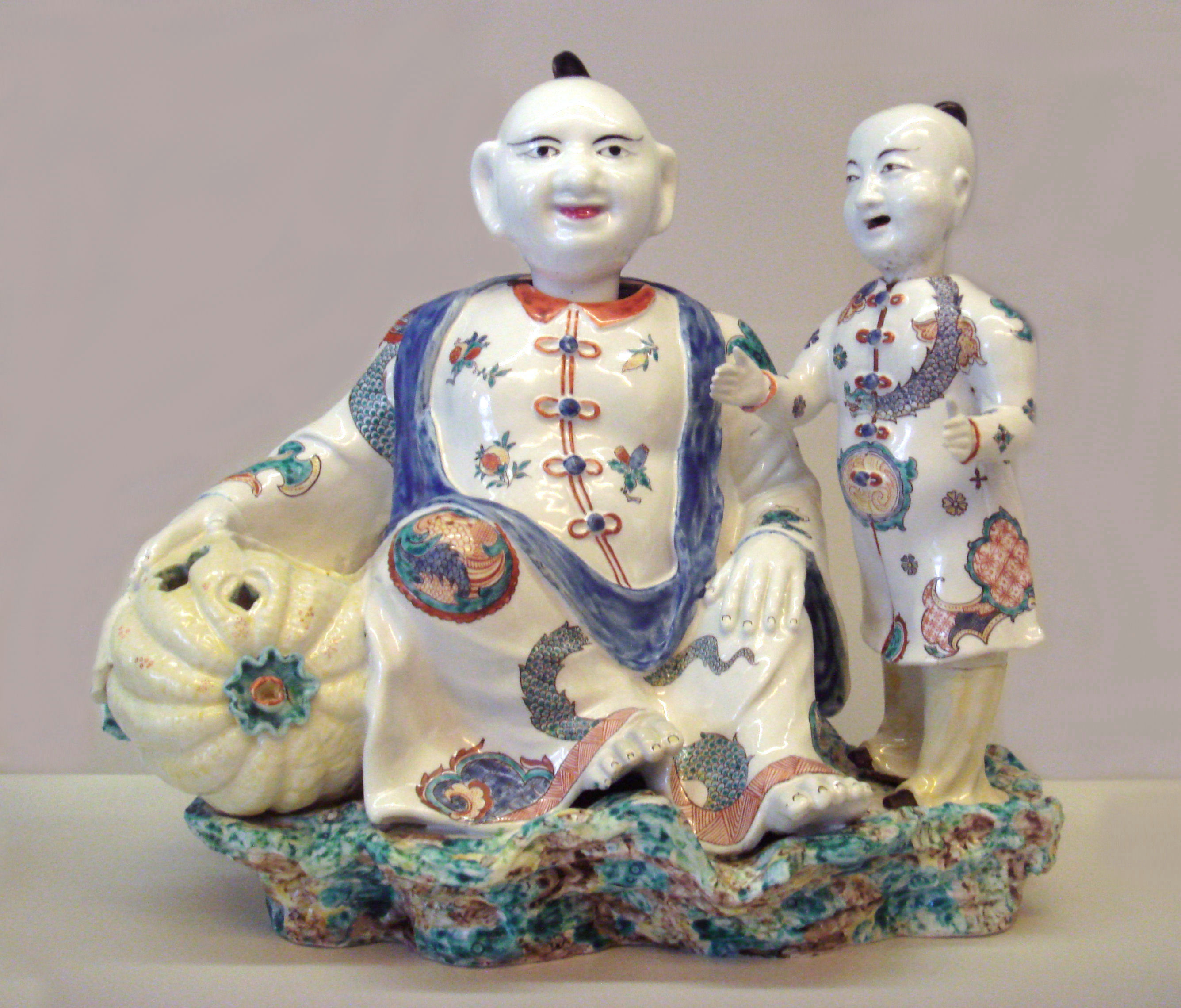
Porslinsfigur, 1740.
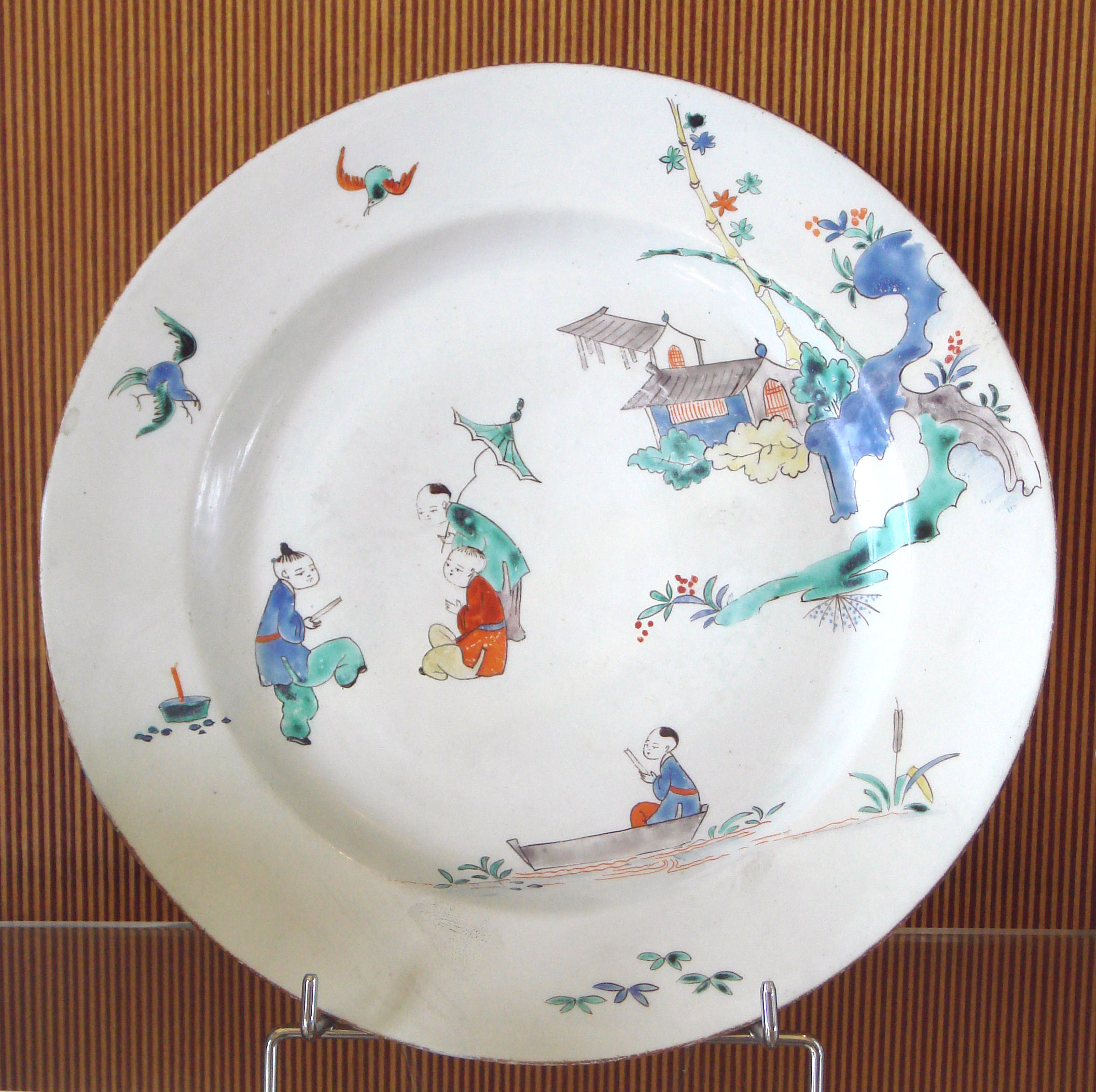
Porslinstallrik i Kakiemon-stil, 1725-1751.
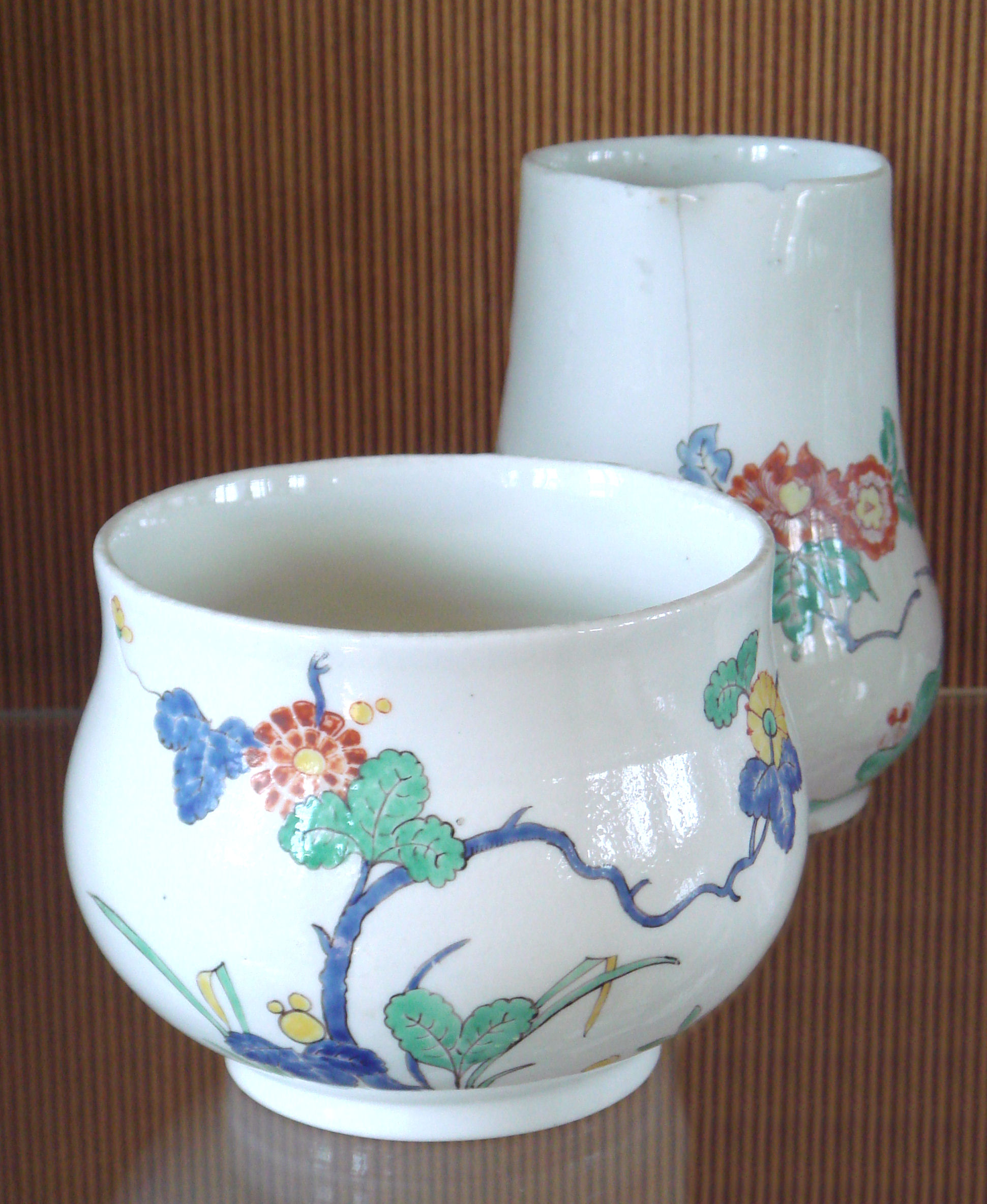
Sockerskål i Kakiemon-stil, 1725-1751.
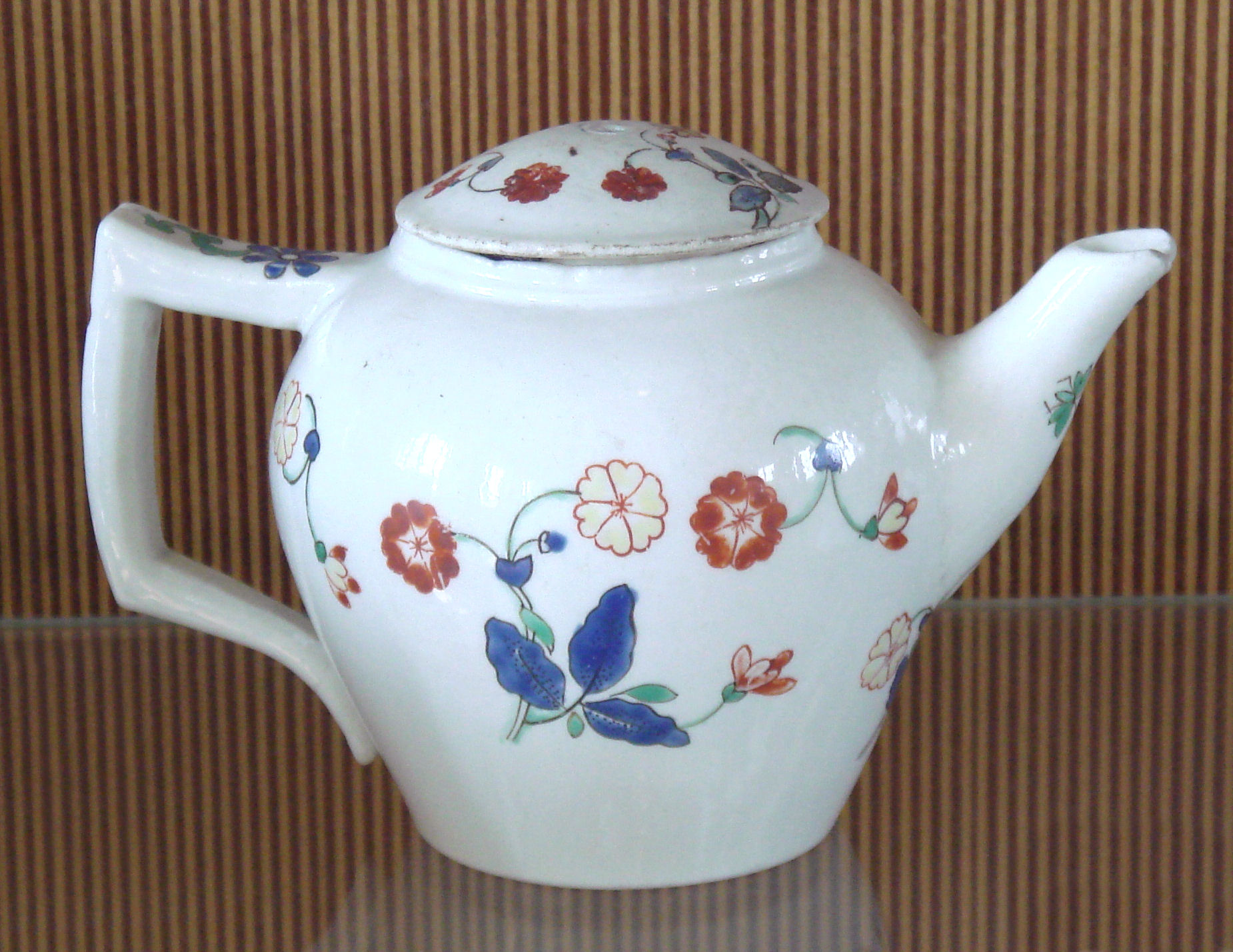
Mjölkkanna i Kakiemon-stil, 1725-1751.
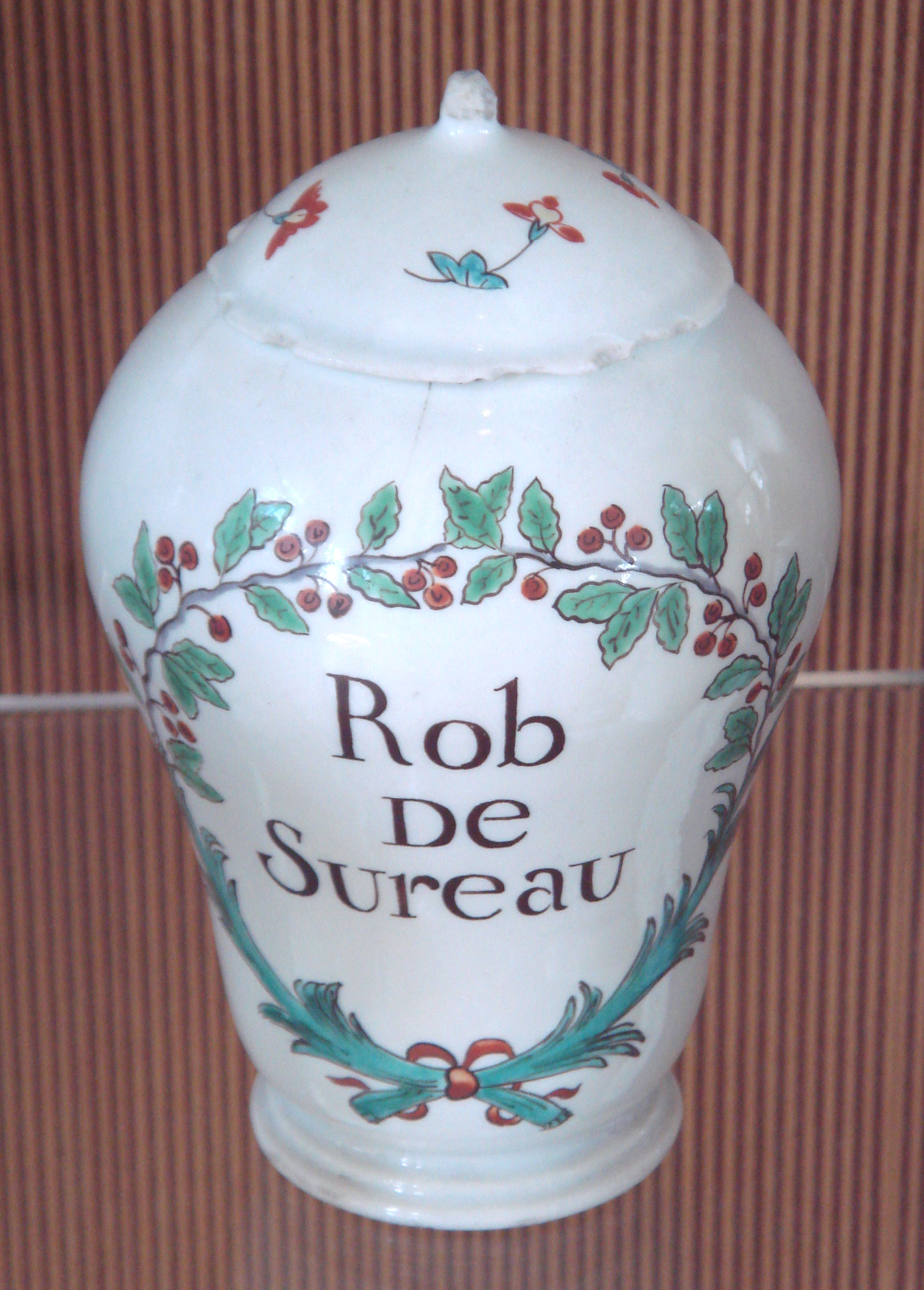
Apotekarkrus i Kakiemon-stil, 1725-1751.
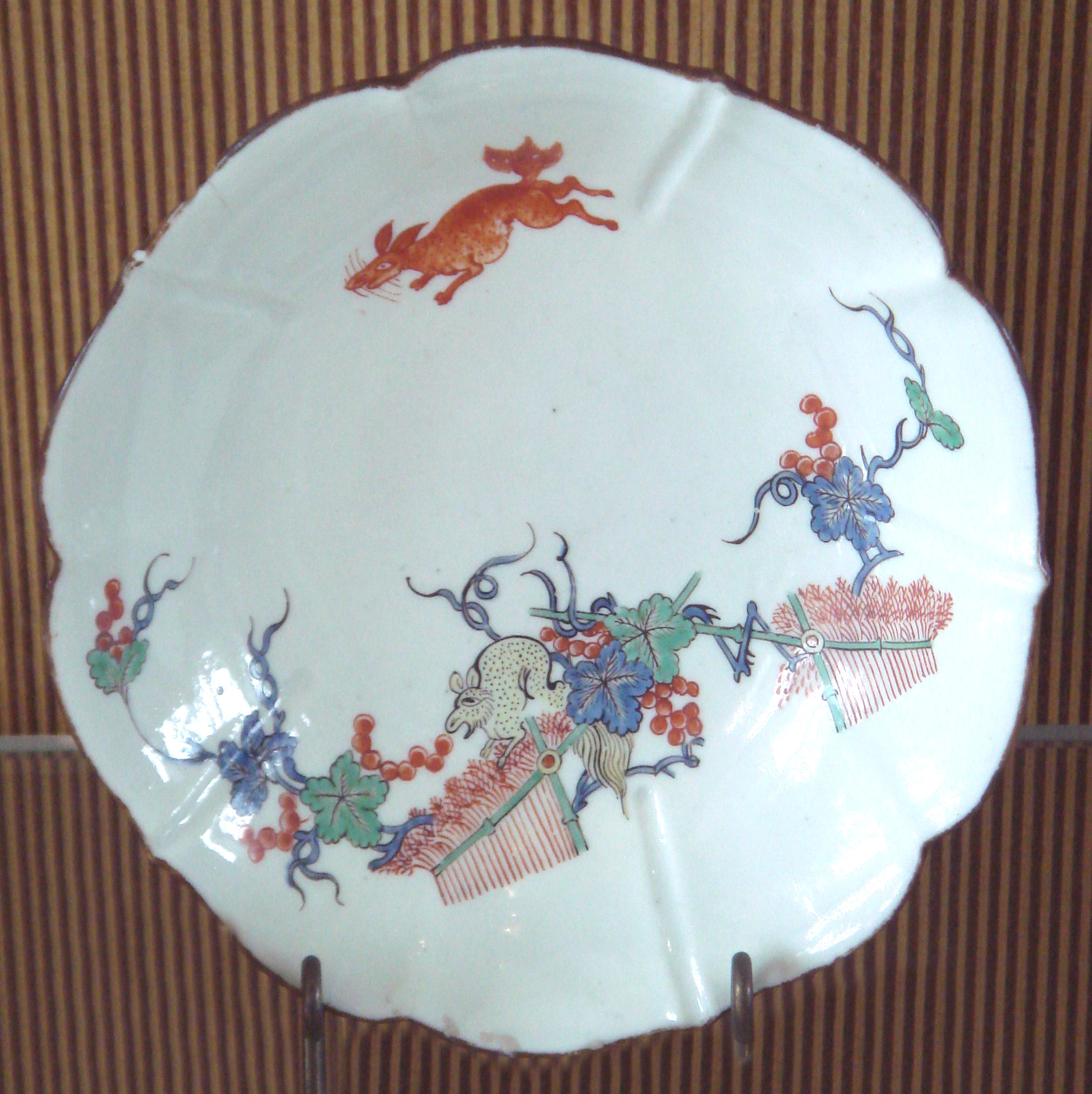
Porslinstallrik i Kakiemon-stil, 1725-1751.

## Mellanperioden (1751-1760)
Krukmakare från förmåddes flytta till Vincennes, vilket startade den tillverkning vid Sèvres som skulle erhålla kungligt beskydd och som övertog mycket av den franska marknaden för exklusivt porslin. Ett patent från 1752 gav Vincennes monopol på polykrom dekor vilket ytterligare underminerade Chantillys möjligheter.

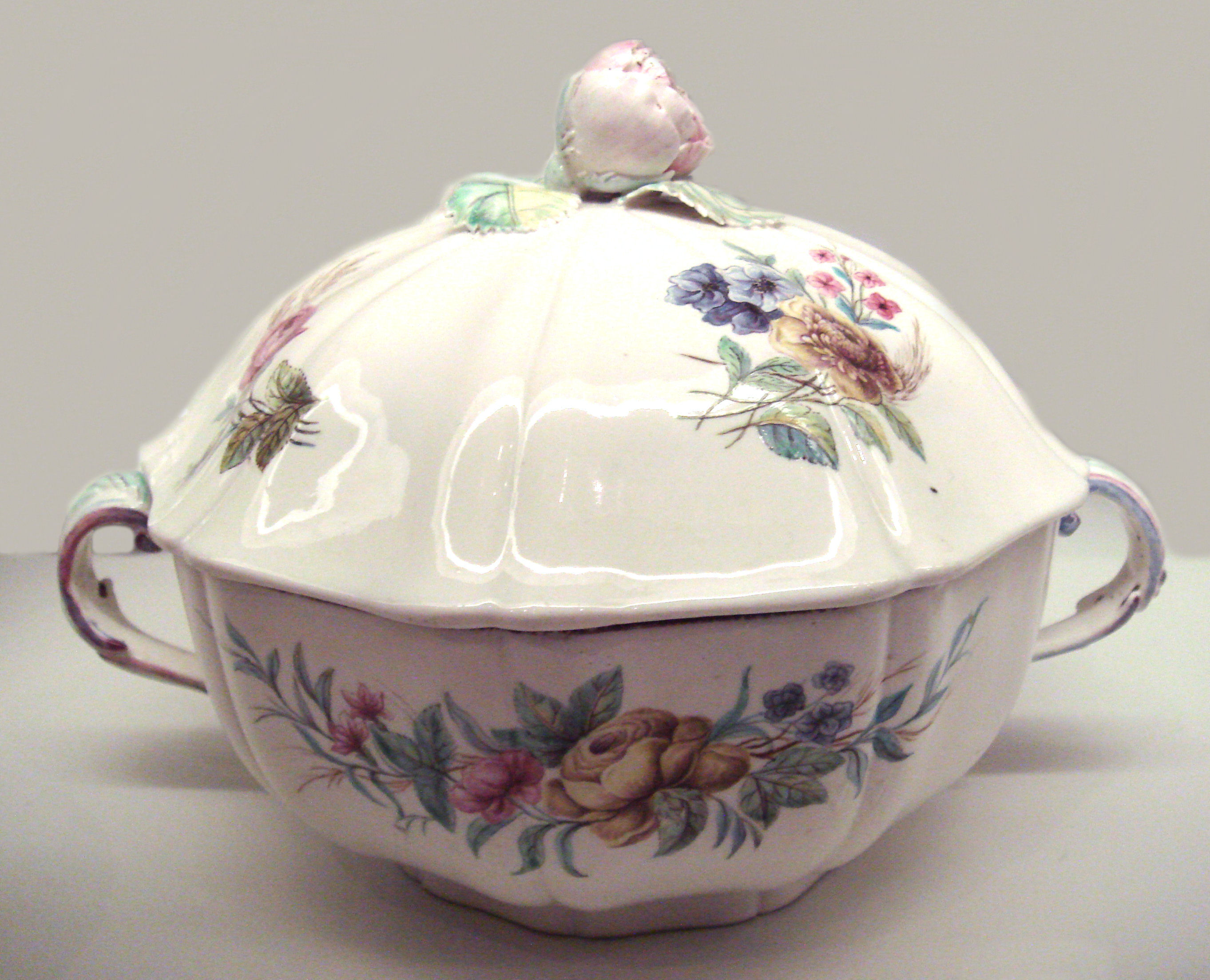
Terrin, 1750-1760.
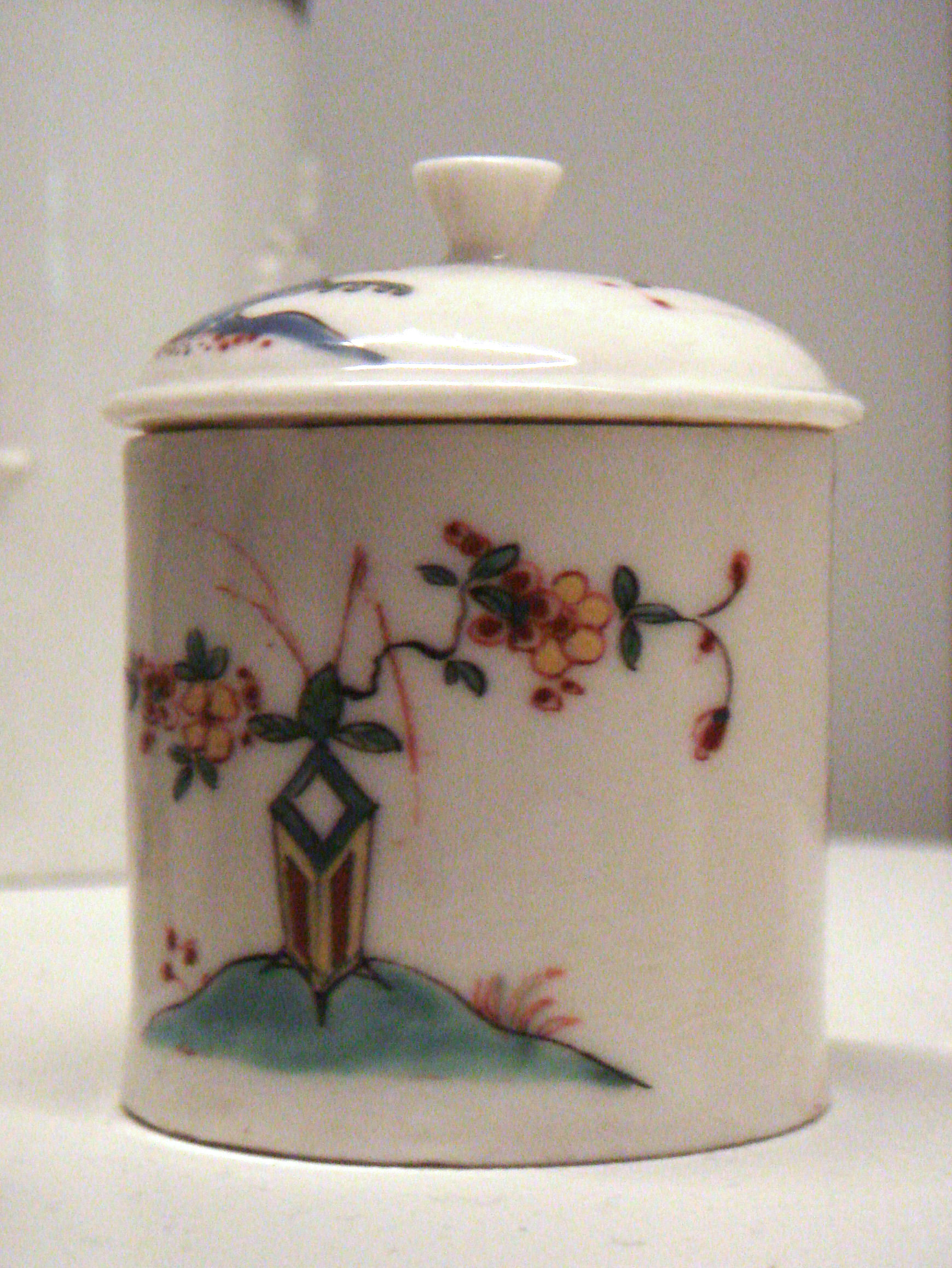
Porslinskrus, 1750-1760.
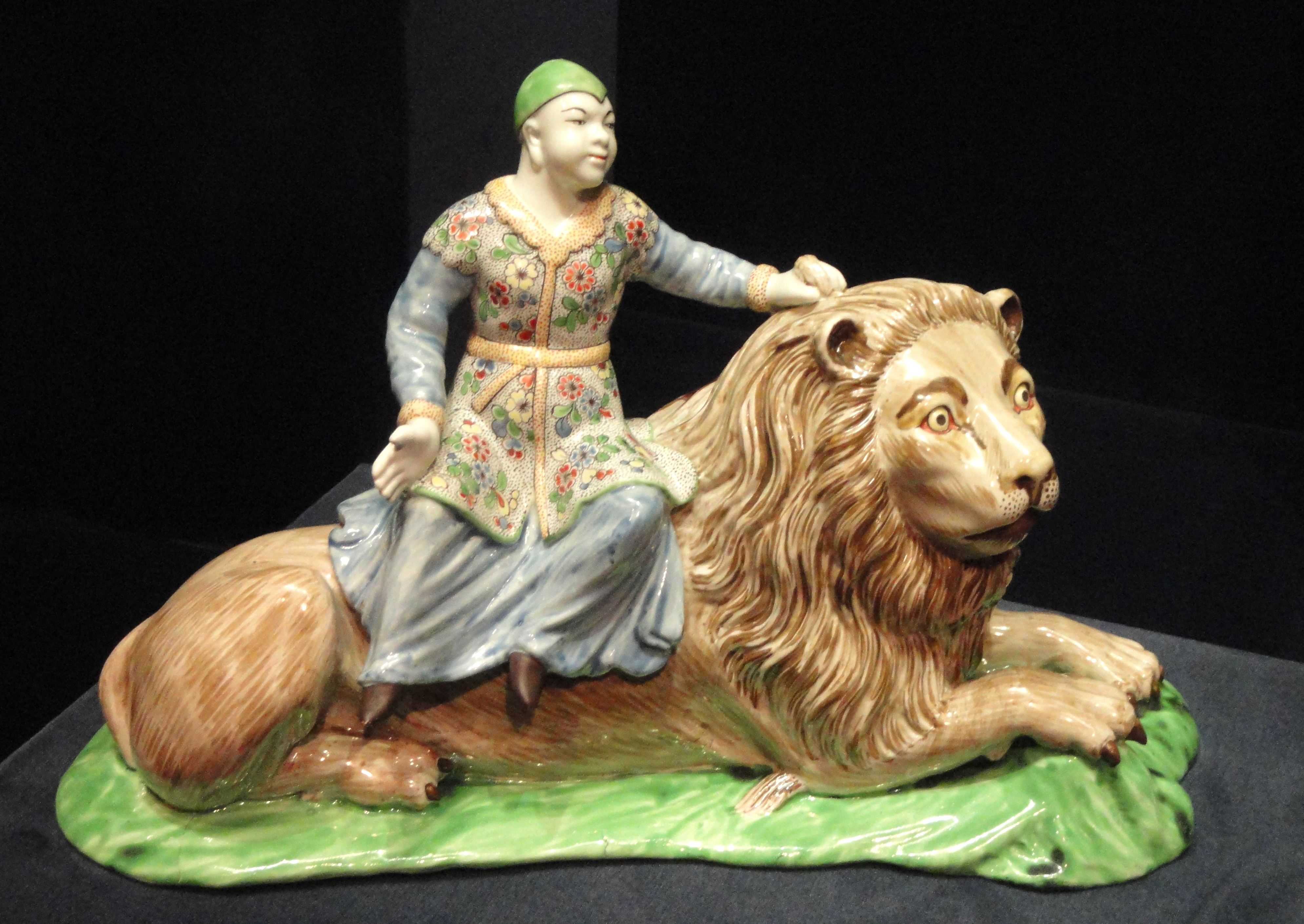
Sittande figur på lejon, ca 1750.
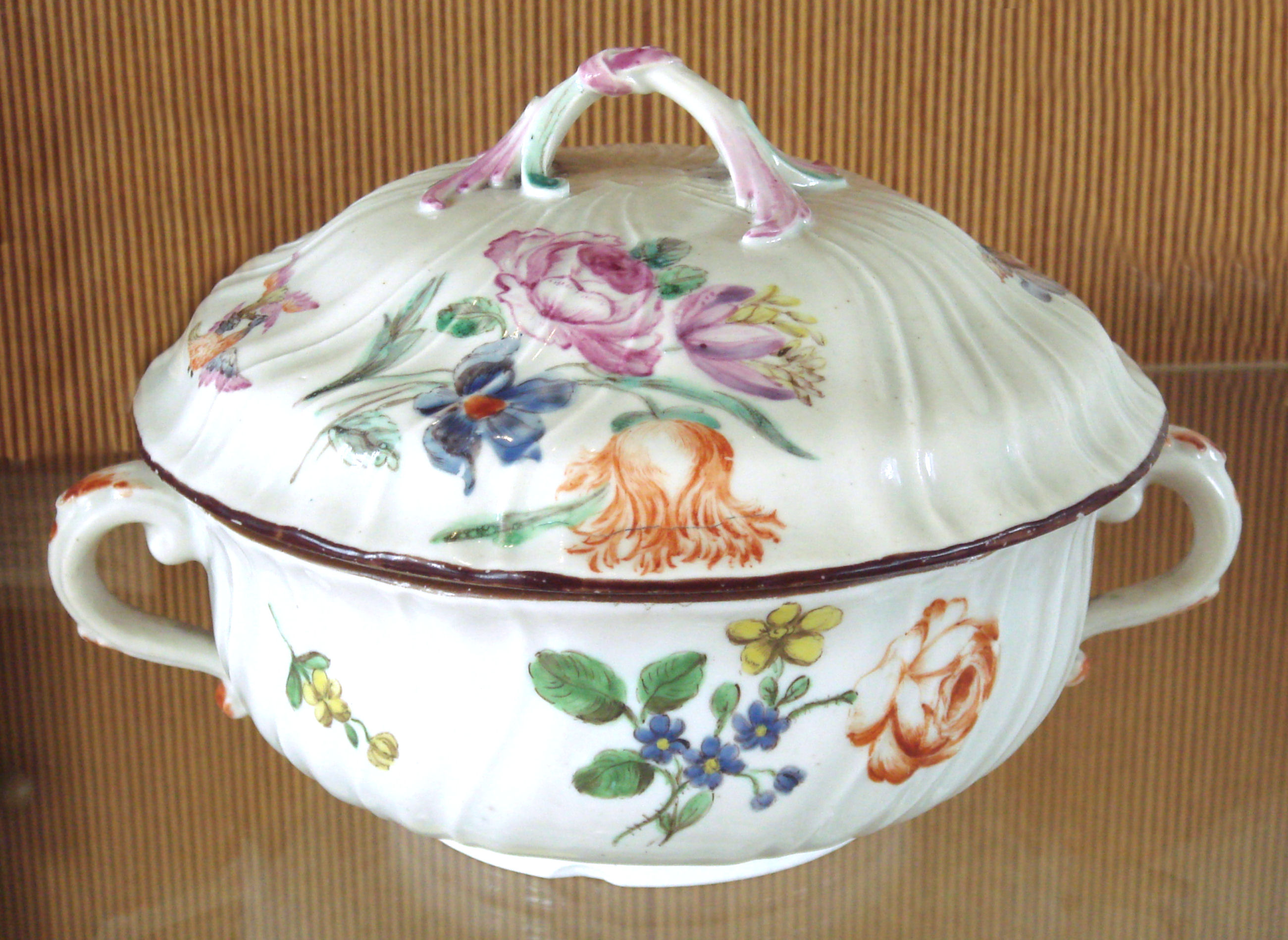
Terrin, 1750-1760.
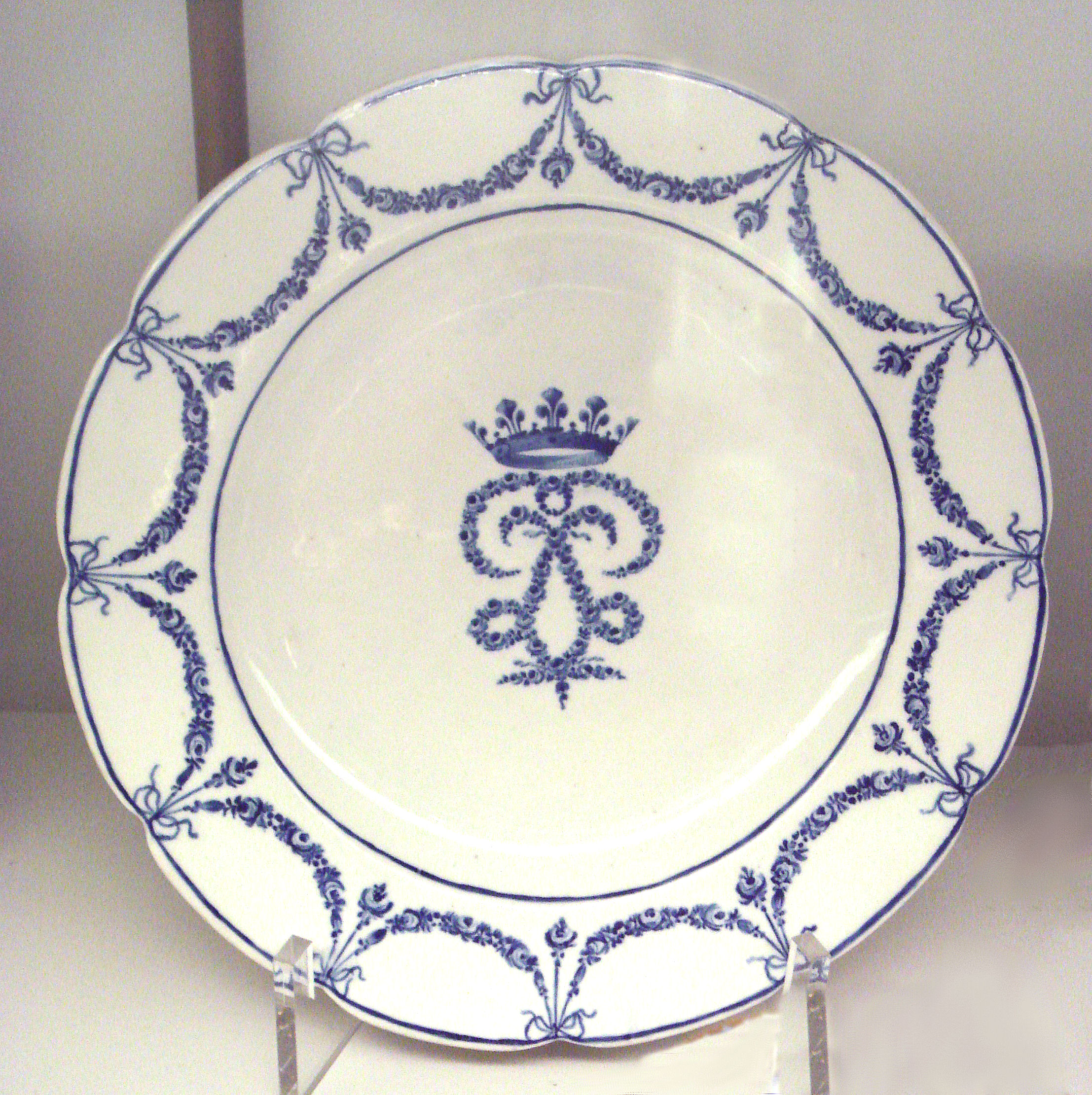
Porslinstallrik, ca 1760.

## Sena perioden (1760-1800)

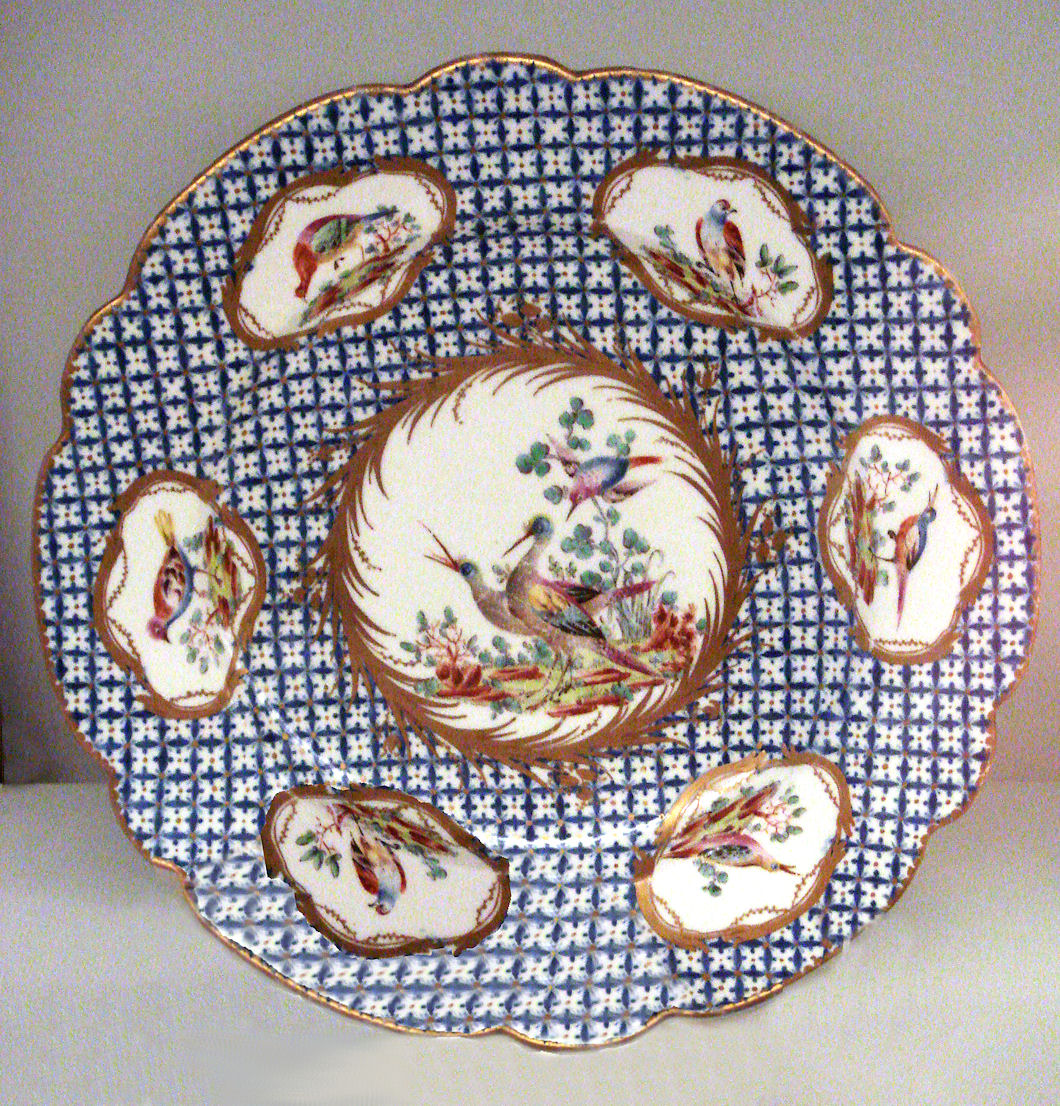
Porslinstallrik i Sèvresstil, 1753-1760.

Chantillyfabriken producerade ett antal porslinsprodukter i Sèvresstil men, efter försäljningen 1781 av Dame Adam, förföll verksamheten snabbt mot slutet av Ancien régime, utkonkurrerade av Sèvres vad gällde exklusiva produkter och, efter det franska-engelska handelsfördraget 1788, av engelska Wedgwood vad gällde vardagsporslin. Chantillys sista ägare, britten Christopher Potter köpte verksamheten i början av Franska revolutionen, år 1792 men stängde ned verksamheten bara åtta år senare.